# Aksobhja
A vadzsrajána buddhizmusban Aksobhja (szanszkrit: अक्षोभ्य  Akṣobhya, kínaiul 阿閦如来 āchùrúlái, japánul 阿閦如来 Asuku nyorai, tibetiül མི་བསྐྱོད་པ་ mikyopa, mongolul ᠬᠥᠳᠡᠯᠦᠰᠢ ᠦᠭᠡᠢ vagyis Хөдөлшгүй Ködelüsi ügei) egyike az öt bölcsességbuddhának, s Adi-buddha szülötte, aki az öntudatot a valóság egy nézőpontjaként képviseli. Megegyezés alapján a Gyémántbirodalom keleti részén helyezkedik el, s ő a keleti tiszta föld ('Az örömteli') Abhirati uralkodója. A tibeti buddhizmusban minden bölcsességbuddhához kapcsolódik egy női buddha is, eszerint Aksobhja hitvese Lokaná; általában két elefánt társaságában ábrázolják. Színe a kék, jellegzetességei közé tartozik a harang, három köpeny, egy bot, drágakő, lótuszvirág, imádkozó kerék, és egy kard. Számos kisugárzása van.

## Eredet
Aksobhja a legrégebbi (147 A.D.) ismert, az "Aksobhja buddhaföldjének szentírása" (kínaiul 阿閦佛國経 āchùfó guó jīng) című Tiszta föld szövegben jelenik meg. Ezen szentírás szerint, a gyönyör keleti világában egy szerzetes a dharmát kívánta gyakorolni, és esküt tett, hogy egyetlen lény iránt sem fog haragot vagy rosszindulatot érezni, amíg el nem éri a megvilágosulást. Kellően bizonyítván "mozdíthatatlanságát", célja elérését követően ő lett Aksobhja buddha.
Aksobhját néha összekeverik Acsalával (japánul 不動明王 Fudó mjóó), akit szintén mozdíthatatlannak neveznek szanszkrit nyelven. Acsala viszont nem buddha, ő a vadzsrajána buddhizmusban egyike a Méhbirodalom öt bölcsességkirályának.
Bhaisadzsjaguru (a Gyógyító buddha) érkezése előtt Aksobhja körül, mint gyógyító buddha, egy kisebb kultusz létezett Japánban; ugyan a mai napig mindkettőjüket megtalálni a Japán singon buddhizmusban.
Nemrégiben Pakisztánban a Badzsaur gyűjteményben felfedezett Gándhárí nyelven írt szövegekben megtalálták egy korai mahájána szútra részeit, melyek említést tesznek Aksobhjáról. A paleográfiával végzett előzetes kormeghatározás alapján a késői I. és korai II. század közé teszik eredetét; a végső radiokarbonos kormeghatározás még folyamatban van. Ezekről az írásokról Dr. Ingo Strauch adott közzé előzetes jelentést; az Aksobhja szövegekről szóló munkáját pedig a közeljövőben tervezi kiadni.

## Ikonográfia
Aksobhja a megtestesítője a "tükörszerű tudatosság"nak (szanszkrit: ādarśa-jñāna), ami egyike az „öt bölcsességnek” (szanszkrit: panycsadzsnyána); azon ismeretnek, hogy mi valós és mi illúzió, vagy puszta tükörképe a tényleges valóságnak. A tükör, maga az elme: tiszta, mint az ég, üres, s mégis ragyogó. A tér és idő minden képét magában hordozza, de azok mégsem érintik meg. Az örökkévaló elmét képviseli; éleselméjűsége beragyogja a nemtörődömség/tudatlanság sötétségét, s keresztülvág a zavarodottságon.
A Vadzsra családot, melybe Aksobhja is tartozik, az ésszel és értelemmel kapcsolják össze, illetve a vízzel. Ezért is a vadzsra színei a kék vagy a fehér. Világos fehér, mint a nap amit visszatükröz a vízfelszín, és kék, mint az óceán mélye. Még ha az óceán felszínén hullámok is csapnak össze, a mélye zavartalan/mozdíthatatlan marad. S bár a víz légiesnek, súlytalannak tűnhet, valójában viszont rettentően nehéz. A víz befolyik a legmélyebb helyekre, s ott letelepszik. Szilárd sziklán vágja át magát, de teszi mindezt nyugodtan, erőszak nélkül. Mikor megfagy, kemény, éles, és tiszta (mint az elme), de ahhoz, hogy a legtöbbet hozza ki magából, folyékonynak és alkalmazkodónak kell lennie (mint az áramló folyó). Ezek mind létfontosságú tulajdonságai Aksobhjának.
Sok haragos istenséget ábrázolnak kék színben, mert megtestesítik a gyűlöletnek és agressziónak a bölcsességgé és megvilágosultsággá változtatott energiáját.